# Willem Tell (televisieserie)
De Kruisboog of Willem Tell (oorspronkelijke titel: Crossbow) is een Amerikaanse televisieserie uit 1987 die in Nederland uitgezonden werd op Veronica en in België op de toenmalige BRT. De serie werd geproduceerd door David R. Cappes, Steven North, en Richard Schlesinger. De opnames gebeurden in Frankrijk.

## Alternatieve namen
- Guillaume Tell (Frankrijk)
- Guillermo Tell (Spanje)
- William Tell (Verenigd Koninkrijk)
- De Kruisboog / Willem Tell (België/Nederland)

## Korte inhoud
De Kruisboog volgt de avonturen van Willem Tell en heeft plaats in de 14de eeuw in Europa. Het personage van Willem Tell is gebaseerd op het toneelstuk Wilhelm Tell (1804) van Friedrich Schiller (1759-1805). Willem Tell en zijn zoon Matthew zijn gevangengenomen door de tirannieke landvoogd van Oostenrijk, Gessler, die plant om de opmars van de Zwitsers te stoppen. Nadat hij de appel op het hoofd van zijn zoon doorkliefd heeft, tot Gesslers groot ongenoegen, is er niets wat William Tells legendarische kracht en bekwaamheid nog kan tegenhouden.

## Rolverdeling en personages
- Willem Tell (Will Lyman)
- Landvoogd Hermann Gessler (Jeremy Clyde)
- Blade (Melinda Mullins)
- Roland (Valentine Pelka)
- Matthew Tell (David Barry Gray)
- Katrina Tell (Anne Lonnberg)
- Tyroll (Hans Meyer)
- Horst (Nick Brimble)
- Conrad (John Otway)
- Arris (Robert Addie)
- Stefan (Conrad Phillips)
- Weevil (Bernard Spiegel)
- Ambrose (Bertie Cortez)

## Gastoptredens
- Eleanor (Dana Barron)
- The Emperor (Guy Rolfe)
- Prince Ignatius (Johnny Crawford)
- Gaston (Brian Blessed)
- Princess (Valerie Steffen)
- Captain of the Guard (Steve Buscemi)
- François Arconciel (Roger Daltrey)
- Sara Guidotti (Sarah Michelle Gellar)